# سیارک ۲۲۹۱۲
سیارک ۲۲۹۱۲ (به انگلیسی: 22912 Noraxu، نامگذاری:1999TF31) بیست و دو هزار و نهصد و دوازدهمین سیارک کشف شده‌است که در ۴ اکتبر ۱۹۹۹ کشف شد.
قدر مطلق سیارک برابر ۱۲.۳ است.